# Ferro colat

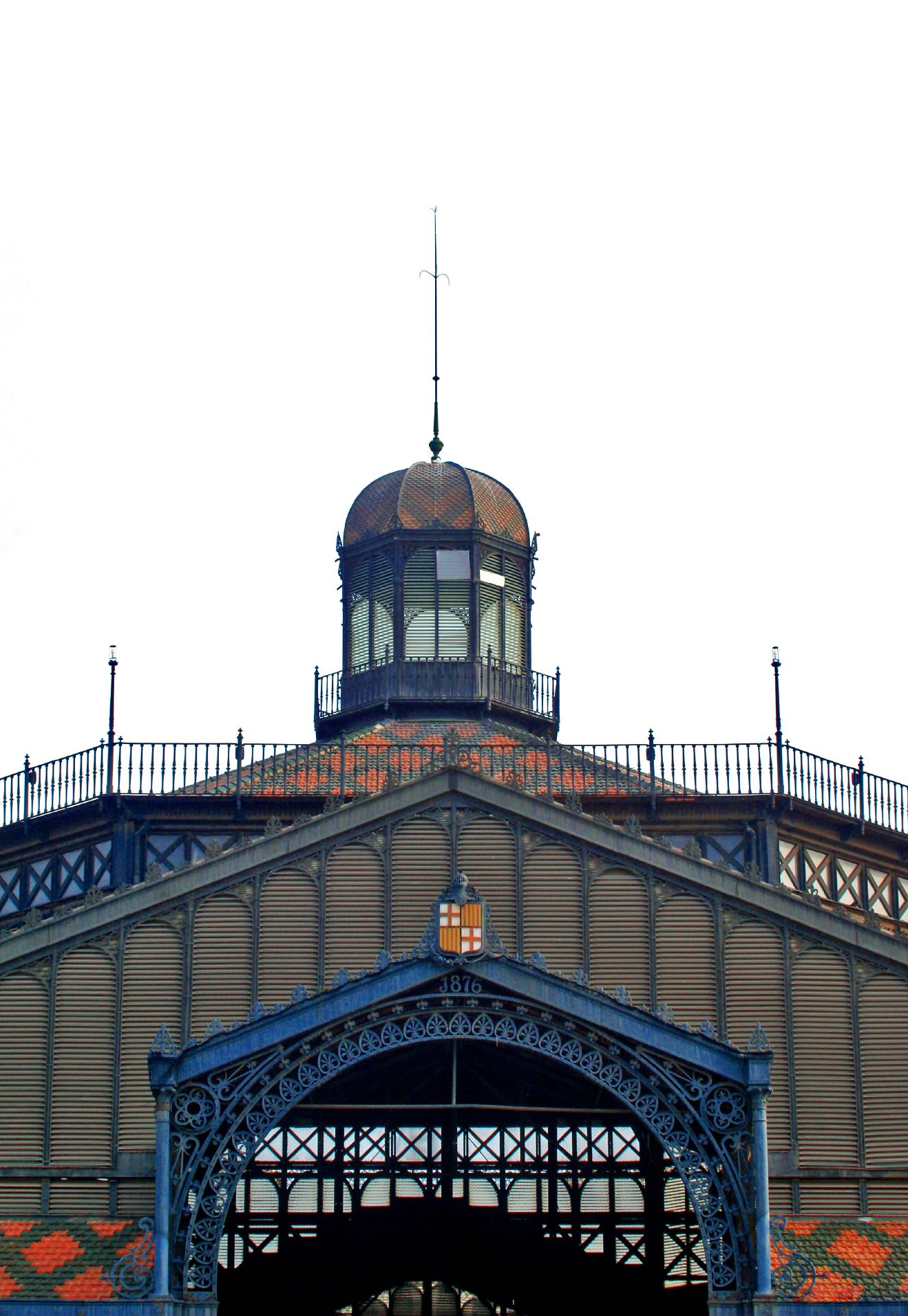
Les columnes i altres peces del Mercat del Born són de ferro colat.

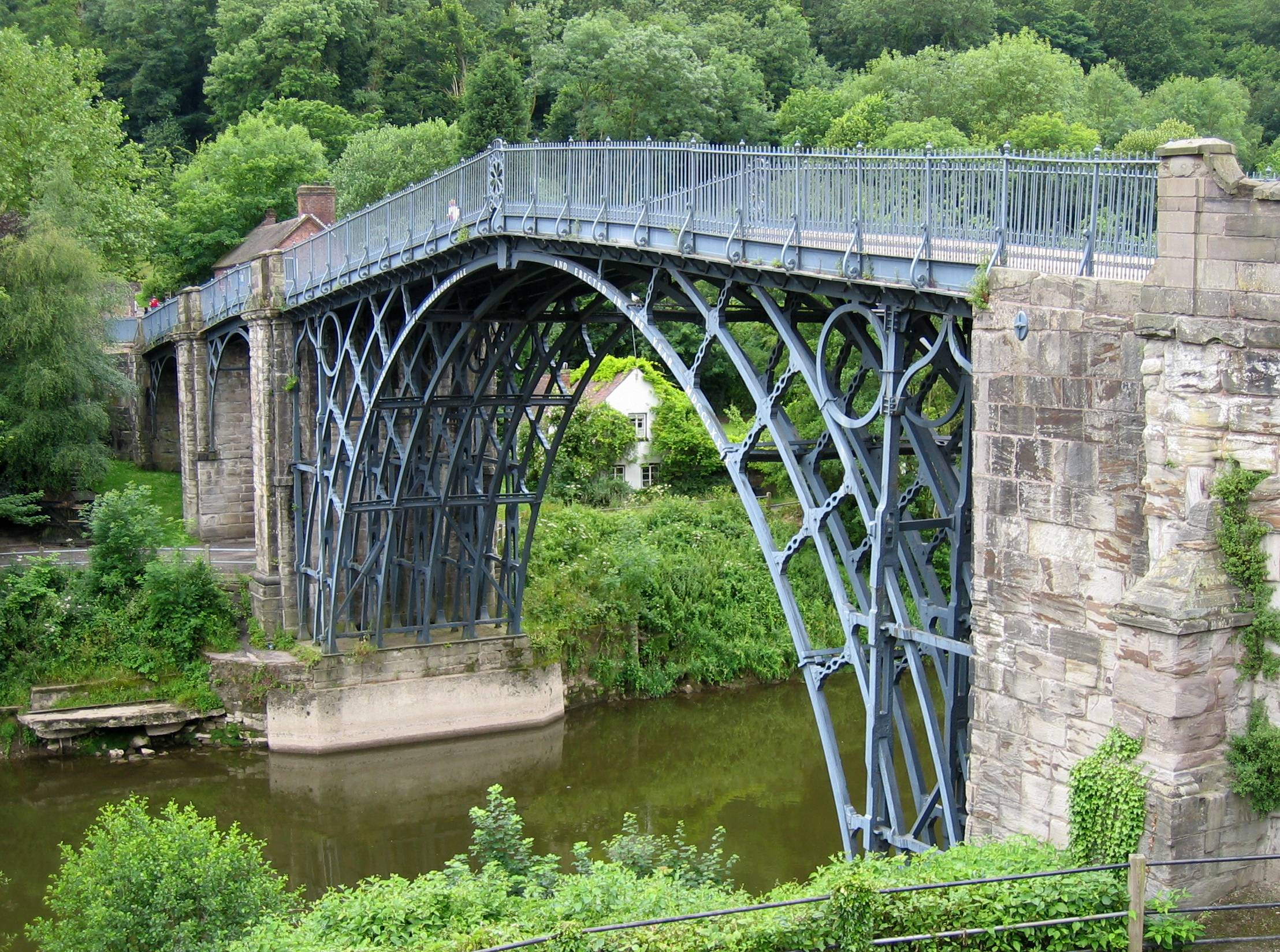
Pont de ferro colat (The Ironbridge) sobre el riu Severn.

Una peça de fosa o ferro colat és un aliatge de ferro amb més d'un 2% de carboni.
Les foses presenten una elevada colabilitat, cosa que fa que s'utilitzin molt en peces fabricades per fusió i emmotllament (p. ex. blocs de motor, cossos de vàlvules...)
La fosa metal·lúrgica deriva del lingot d'alt forn, i normalment es refereix al ferro gris, també identifica un gran grup d'aliatges ferrosos que solidifiquen eutècticament. El color de la seva superfície fracturada es pot usar per identificar els seus aliatges.
Els seus principals components són el carboni (C) i el silici (Si) en quantitats respectives de 2,1 a 4 en% sobre el pes i 1 a 3 en% sobre el pes%,. Els aliatges de ferro amb menys contingut de carboni són coneguts com a acers. Les temperatures de fusió es troben entre 1.150 a 1.200 °C les quals són uns 300 °C més baixes que la temperatura de fusió del ferro pur.
El ferro de fosa tendeix a ser trencadís, tret del ferro colat mal·leable. Per les seves propietats, com per exemple la resistència a la deformació, ha esdevingut el material usat en l'enginyeria amb moltes aplicacions. Resisteix l'oxidació (rovellat).

## Producció
El ferro colat es produeix tornant a fondre el lingot d'alt forn sovint amb quantitats substancials de ferralla de ferro i acer i necessita diversos passos per eliminar-ne els contaminants indesitjats com el fòsfor i el sofre. De vegades el ferro es fon en un tipus especial d'alt forn (forn cúpola) però més sovint es fon en un forn elèctric d'inducció. Els ferros colats més econòmics de preu tenen la major quantitat d'impureses de sofre i fòsfor.
Les foses poden presentar com a components microestructurals ferrita, perlita, cementita i grafit.

## Tipus
La morfologia del carboni de les foses és el principal criteri de classificació. Aquest es pot presentar en forma de cementita (carbur de ferro) o de grafit (carboni pur).
D'aquesta manera tenim:
- Fosa grisa: el carboni es presenta en forma de grafit laminar.
- Fosa blanca: el carboni es presenta en forma de cementita.
- Fosa pigallada: el carboni es presenta en forma de grafit laminar i de cementita.
- Fosa nodular (també coneguda com a dúctil o esferoïdal): el carboni es presenta majoritàriament en forma de grafit esferoïdal. Aquesta es diferencia de les altres per la seva apreciable ductilitat.